# Bridge (hudba)
Bridge [bridž], česky někdy nazýváno střední díl či most, je v hudební terminologii pojem pro část písně, která se odlišuje zbytku skladby, a to jak hudebně, tak textově. V textové struktuře AABA, kde A znamená sloku, se bridge může nacházet na místě písmene B a stejně jako sloka bývá osm taktů dlouhý. V opakované struktuře sloka-refrén se bridge využívá mezi dvěma refrény, respektive nahrazuje jednu sloku. Refrén poté může následovat vícekrát, k nahrazení tedy dochází až ke konci písničky.